# Ferdinand Bonaventura von Harrach
Le comte Ferdinand Bonaventura von Harrach, né le 14 juillet 1637 et mort le 15 juin 1706 à Carlsbad, est un noble autrichien, diplomate et homme d'État.

## Biographie
Issu de la famille Harrach possessionnée en Bohême, remontant au XIIIe siècle et surtout devenue célèbre à partir du XVIe, Ferdinand Bonaventura est le seul fils d'Otto Friedrich von Harrach (1610-1648), seigneur de Rohrau, comte du Saint-Empire, général durant la guerre de Trente Ans et beau-frère de Wallenstein, et de son épouse Lavinia Gonzague (1607-1639). Son oncle Ernst Adalbert von Harrach (1596-1667) fut archevêque de Prague, prince-évêque de Trente et cardinal. Parmi ses ancêtres figurent le comte Charles Ier de Hohenzollern (1516-1576) et le margrave Ernest de Bade-Durlach (1482-1553).
Il fut ambassadeur en Espagne sous Charles II, et fit de vains efforts pour assurer la succession d'Espagne à la ligne autrichienne; il a laissé des Mémoires et négociations secrètes (La Haye, 1720), qui contiennent des détails curieux sur la cour de Charles II. 
Il est le père d'Aloys Thomas Raimund von Harrach.

## Source
Cet article comprend des extraits du Dictionnaire Bouillet. Il est possible de supprimer cette indication, si le texte reflète le savoir actuel sur ce thème, si les sources sont citées, s'il satisfait aux exigences linguistiques actuelles et s'il ne contient pas de propos qui vont à l'encontre des règles de neutralité de Wikipédia.